# Герхардт Аллевельдт
Герхардт Аллеве́льдт (нім. Gerhardt Alleweldt; нар. 27 липня 1927, Брайтв'ю — пом. 28 березня 2005, Ландау) — німецький вчений в галузі виноробства, доктор сільськогосподарських наук з 1964 року, професор.

## Біографія
Народився 27 липня 1927 в Брайтв'ю (Канада). У 1950—1953 роках навчався в Гіссенському університеті за спеціальністю «сільськогосподарська інженерія».
У 1956—1970 роках науковий співробітник Федерального науково-дослідного центру селекції винограду Гельвайлергоф. З 1964 року професор сільськогосподарського факультету університету Еге в Ізмірі (Туреччина). З 1965 року — завідувач кафедрою виноробства Гоенгаймського університету в Штутгарті, з 1970 року — директор Федерального науково-дослідного центру селекції винограду Гельвайлергоф. З 1991 року — керівник Федерального інституту селекційних досліджень у галузі виноградарства та садівництва. У 1992—1995 роках — виконувач обов'язків керівника Федерального інституту селекційних досліджень культурних рослин у Кведлінбурзі.
Автор понад 150 публікацій.
Помер 28 березня 2005 року в Ландау.